# Eugène Isabey
Eugène Louis Gabriel Isabey (Párizs, 1803. július 12. – Párizs, 1886. április 27.) francia festő, Jean-Baptiste Isabey festő fia.

## Élete

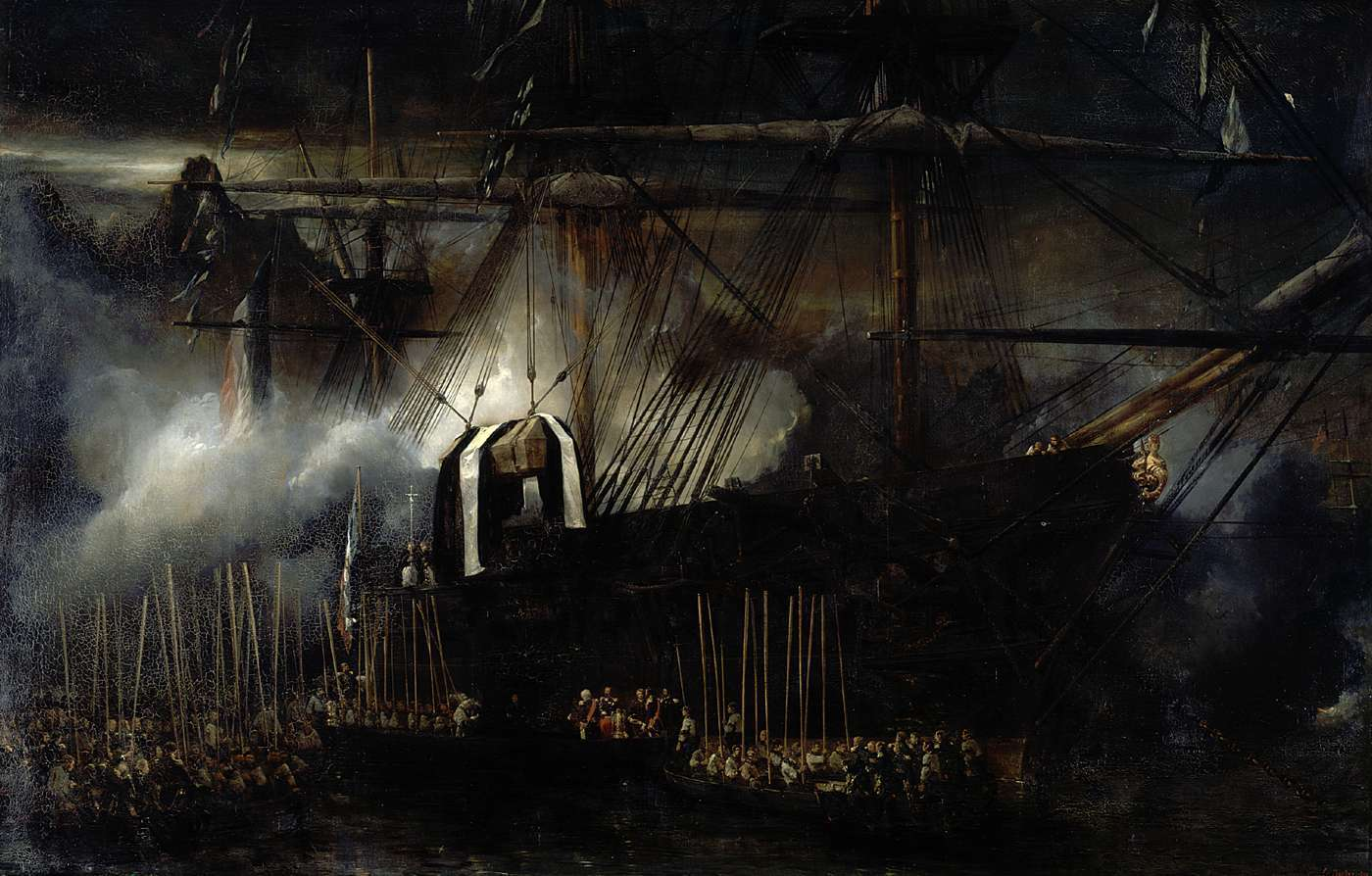
I. Napóleon holttestének hazaszállítása (olajfestmény, 1843)

Édesapja tanítványa volt, 1830-ban mint királyi festő vett részt a franciák afrikai hadjáratában. Legjelesebb képei: A texeli csata (1839, a versailles-i múzeumban); A marseille-i kikötő; I. Napóleon tetemének hazaszállítása (1843); Boulogne látképe (1845); Szertartás a delfti templomban (1847); IV. Henrik francia király házassága (1848); Ruyter tengernagy holttestének hajóraszállítása (1850, Párizs, Luxembourg-múzeum); Az «Emily» hajó elmerülése (1865); A brugge-i templom sekrestyéjének kijárata. Isabey ragyogó kolorizmus dolgában Delacroix-hoz hasonlítható, csakhogy műveiben egyáltalán nincs meg az a hatalmas drámai erő.